# Mendidius nelsinae
Mendidius nelsinae är en skalbaggsart som beskrevs av Medvedev 1968. Mendidius nelsinae ingår i släktet Mendidius och familjen Aphodiidae. Inga underarter finns listade i Catalogue of Life.